# KentBank
Die KentBank d.d. (kurz: KentBank) ist eine 1998 gegründete kroatische Universalbank mit Hauptsitz in Zagreb. Die Privatbank ist mit insgesamt 14 Niederlassungen in größeren Städten Kroatiens vertreten.
Im Juli 2011 wurde die KentBank von der türkischen Süzer Group übernommen, die dadurch ihre Unternehmungen auch auf den Finanzsektor ausweitete.  Die weltweit agierende Süzer Group ist darüber hinaus insbesondere im Immobiliensektor, in der Tourismusbranche und im Energiesektor aktiv. Als eines von  wenigen türkischen Großunternehmen erzielt die 1952 im südostanatolischen Gaziantep gegründete Süzer Group  seit einigen Jahren konstant ein Exportvolumen von mehr als einer Milliarde US-Dollar.
Im Jahr 2014 verzeichnete die KentBank das  beste Ergebnis in der Unternehmensgeschichte. Insbesondere Steigerungen bei der Kreditvergabe an Privatkunden führten zum Anwachsen der Gesamtbilanz auf umgerechnet rund 153,7 Mio. Euro. Das Eigenkapital der Bank belief sich im Geschäftsjahr 2014 auf gut 21,5 Mio. Euro.
Gemäß EU-Richtlinien ist die KentBank Mitglied im Einlagensicherungsfonds der Republik Kroatien (DAB, Državna agencija za osiguranje štednih uloga i sanaciju banaka). Das Wirtschaftsprüfungsmandat für die KentBank wird von KPMG gehalten.